# Rúbaň
Rúbaň (in ungherese Fűr) è un comune della Slovacchia facente parte del distretto di Nové Zámky, nella regione di Nitra.